# Boimorto
Boimorto – gmina w Hiszpanii, w prowincji A Coruña, w Galicji, o powierzchni 82,34 km². W 2011 roku gmina liczyła 2200 mieszkańców.